# Sucessos de Bruno & Marrone
Sucessos de Bruno & Marrone é uma coletânea de Bruno & Marrone lançada em 2001 pela Globo Continental. Essa coletânea recebeu disco de ouro da ABPD pelas 100.000 cópias vendidas e contém os sucessos dos quatro primeiros álbuns da dupla.

## Faixas
| N.º            | Título                                                              | Compositor(es)                  | Duração |  |
| 1.             | "Dormi na Praça" (do CD Bruno e Marrone Vol. 1)                     | Elias Muniz / Fátima Leão       | 3:24    |  |
| 2.             | "Te Amo e Não Te Quero" (do CD Acorrentado em Você)                 | Bruno / Felipe                  | 3:37    |  |
| 3.             | "Faz de Conta" (do CD Bruno e Marrone Vol. 2)                       | Bruno / Elias Muniz / Felipe    | 4:20    |  |
| 4.             | "Apenas Um Sorriso" (do CD Acorrentado em Você)                     | Fátima Leão / Alexandre / Netto | 3:06    |  |
| 5.             | "Acorrentado em Você" (do CD Acorrentado em Você)                   | Elias Muniz                     | 3:32    |  |
| 6.             | "Machuca Demais" (do CD Viagem)                                     | Waldir Luz / Marcos Maceió      | 3:55    |  |
| 7.             | "Tá Combinado Assim" (do CD Acorrentado em Você)                    | Rick / Alexandre                | 3:24    |  |
| 8.             | "Fruto Especial" (do CD Bruno e Marrone Vol. 2)                     | Fátima Leão / Netto             | 4:05    |  |
| 9.             | "Goiás é Mais" (part. Moacyr Franco (do CD Bruno e Marrone Vol. 2)) | Moacyr Franco                   | 2:57    |  |
| 10.            | "Preciso Amar de Novo" (do CD Viagem)                               | Bruno / Ricardo Primo           | 3:32    |  |
| 11.            | "Não Brinque de Amor Comigo" (do CD Viagem)                         | Fátima Leão / Alexandre / Netto | 3:44    |  |
| 12.            | "Favo de Mel" (do CD Bruno e Marrone Vol. 2)                        | Bruno / Felipe                  | 3:14    |  |
| 13.            | "É Nisso Que Dá" (do CD Bruno e Marrone Vol. 1)                     | Cristiano Caires                | 2:50    |  |
| 14.            | "O Campeão" (do CD Acorrentado em Você)                             | Fátima Leão / Alexandre / Netto | 2:36    |  |
| Duração total: | Duração total:                                                      | Duração total:                  | 48:16   |  |

## Certificações
| País          | Certificação | Data | Certificado de vendas |
| ------------- | ------------ | ---- | --------------------- |
| Brasil - ABPD | Ouro         | 2001 | +100.000              |